# 2006年科技
2006年在科学技术领域有一些重要的事件发生。

## 天文学

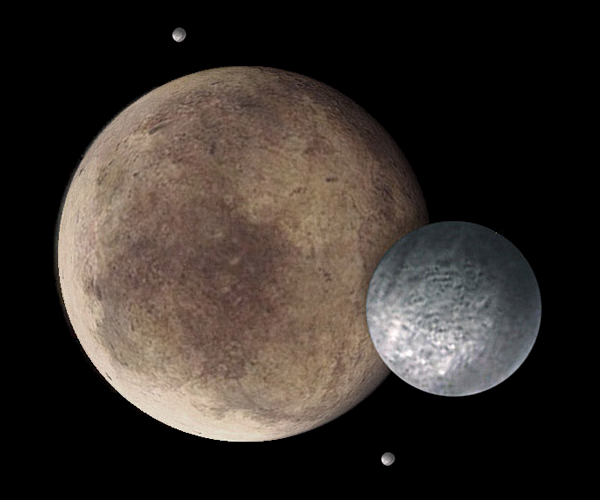
冥王星及其卫星想象图

2006年，天文学方面最具新闻价值的事情就是对行星的定义进行了重新讨论，致使冥王星不再属于行星，太阳系九大行星变成了八大行星。（见2006年行星重定义）
- 此外，美国科学家利用夏威夷岛的亚毫米波阵列（SMA）测出了冥王星的表面温度大约为43K[1]。

- 这一年，美国佛罗里达大学的科学家利用一种新的观测仪器外星行星追踪者发现了一颗100光年以外的外星行星[1]。该设备有利于提高天文学家搜寻系外行星的速度。

- 美国科学家发现银河系的主序星中2/3都是单星[2]。打破了以往认为多为双星和聚星的认识。
- 美国科学家发现暗物质存在的直接证据[3]。
- 英国科学家证实宇宙中星系的分布呈网状，称之为宇宙大尺度分布[4]。
- 美国科学家研究发现M33星系据我们的距离比以前认为的大15%，据此宇宙年龄也增加15%，为156亿年。[5]
- 西班牙科学家观测到大质量恒星形成过程的重要线索，为大质量恒星经由引力塌缩和物质吸积形成理论提供了支持[6]。
- 美国科学家对23颗超新星的观测发现，暗能量在90亿年以前就已经存在[1]。